# Nackte Jugend
Der japanische Spielfilm Nackte Jugend (japanisch 青春残酷物語, Seishun Zankoku Monogatari, deutsch „grausame Geschichte über die Jugend“; Alternativtitel: Grausame Geschichten der Jugend) war das erste Werk des jungen Regisseurs Nagisa Ōshima, das ein größeres Publikum fand. Im Mittelpunkt der Handlung steht ein junges Pärchen; die Frau lässt sich von älteren Herren im Auto fahren, und am Ziel angekommen, droht ihr Freund dem Mann mit Skandal und Prügel, wenn er nicht zahlt.

## Zum Werk
In Anlehnung an die französische Nouvelle Vague kündigte eine ausgetüftelte Werbekampagne den Film als Beispiel einer „Neuen Welle“ an. Dem Drehbuch zu diesem Film stellte der Regisseur eine Erklärung voran: „Es geht um die Geschichte der Jugend, die ihren Zorn nur auf Umwegen zum Ausdruck bringen kann. Indem ich die Tragödie der Jugendlichen zeige, die eine schöne Jugend hätten haben können, jedoch so sehr in die Enge getrieben wurden, dass ihnen nur noch eine klägliche, erbärmliche Niederlage blieb, will ich meine eigene Empörung über die Situation zum Ausdruck bringen, mit der die heutige Jugend sich herumschlagen muss.“ Der Zorn und die Verzweiflung, die Ōshima der Jugend zuschreibt, bezieht er auf die Stimmung linksorientierter Studenten nach der Erneuerung des Sicherheitspakts zwischen Japan und den USA 1960. Folglich sieht er die Delinquenz seiner Protagonisten als Ausdruck dieses Zorns und hält die Erpressungen, die sie begehen, für legitim. Ein Kritiker: „Sie stecken in der Falle einer gegenseitigen Ausbeutung: Sie lauern den älteren Herren wegen des Geldes auf, die Alten missbrauchen die Körper der Jungen gegen Geld.“ Mit Ausnahme der Badeszenen auf den Holzstämmen spielt sich der Film in geschlossenen Räumen und in der Nacht ab. Wiederholt wechselt der Film in Einstellungen, die im Auto die Personen auf den Vordersitzen von hinten zeigen – einerseits ein Bruch mit herkömmlichen Regeln der Montage, anderseits eine günstige Methode zu drehen, weil der Kameramann einfach auf der Rückbank Platz nimmt.

## Deutschsprachige Rezeption
Auf 76 Minuten gekürzt, erlebte Nackte Jugend am 16. November 1962 seine deutsche Erstaufführung. Der katholische film-dienst fand die dargestellten Grausamkeiten unerträglich und die Bekehrung des Protagonisten zu Liebe und Aufopferung „nicht glaubhaft angesichts des praktizierten Unmaßes an Zynismus und fast bestialischer Gesinnung“. Und: „(...) gedanklich wie bildlich etwas diffus manchmal, hält sich die Schilderung mit gut angeeigneter Technik auf der Ebene des Routinefilms französischer Provenienz - nur, wie gesagt, sadistischer, fernöstlich, trotz internationaler Allüren. Kein zeugnislegendes Beispiel, vielmehr unnützes defaitistisches Schauspiel.“ In der links orientierten Filmkritik unterstellte Dietrich Kuhlbrodt 1963 dem Film die Gleichsetzung Studenten = Halbstarke = Kriminelle. Er warnte davor, nach herkömmlichen dramatischen Mustern zu suchen, denn einzelne Ereignisse stünden unverknüpft nebeneinander, und empfahl, „sich treiben zu lassen und die Schilderung zu genießen.“ Dadurch verlören die „unerträglichen Klischees“ an Bedeutung. „In einzelnen Gesten, Handlungsfetzen und Reaktionen und an den Handlungsorten gewinnt der Film Authentizität.“ Leider würden diese schönen Details „mit klebrigen, erbaulichen Gefühlswerten verschmiert.“ Aus der Geschichte triefe die Aussage, Menschen müssten einander helfen, und passe nicht zur formalen Nüchternheit. „Allzu unbesonnen hat dieser japanische Film formale Neuigkeiten adaptiert und das traditionelle Erbe fortgeschleppt. Nur äußerlich ist die „Nackte Jugend“ ein moderner Film.“ Von einigen rüden und kecken Szenen abgesehen, gehöre er im Kern zum in Japan sehr verbreiteten Genre, das den Familiensinn beschwört. „Ein humanistischer Optimismus unter autoritär-onkeliger Anleitung!“
In voller Länge kam Nackte Jugend 1986 nochmals in bundesdeutsche Kinos. Die damaligen Rezensionen kontrastieren deutlich mit den früheren Besprechungen. Anlässlich der Reprise schrieb Der Spiegel, der Film sei seiner Zeit in formaler Hinsicht weit voraus gewesen und lasse immer noch spüren, wie Oshima jugendliche Frustration in reine politische Wut umsetzen wollte. Auch Karlheinz Oplustil von epd Film sprach von der spürbaren Wut auf alles, mit der Ōshima ein „gleichermaßen wüstes, holpriges B-Picture wie rüde hingeknalltes Pamphlet“ vortrage, und von der „aggressiv“ eingesetzten Handkamera ein. Bei der Besprechung der DVD-Ausgabe im Jahre 2009 stufte die Neue Zürcher Zeitung den Film als formal mutig und überraschend radikal ein. In „gewaltigen Cadragen“ sei jene Dynamik einer Paarbeziehung zwischen „Begehren und Zurückweisung, Liebe und Verachtung, Nähe und Abhängigkeit“ angelegt, die der Regisseur später Im Reich der Sinne weitergetrieben hat.